# Saigo no Door wo Shimero!
Saigo no Door wo Shimero! (最後のドアを閉めろ! lit. ¡Cierra la última puerta!?), también conocida como Close the Last Door, es una serie de manga de género yaoi escrita e ilustrada por Yugi Yamada. Fue publicada en la revista Be x Boy de la editorial Biblos desde 2001 a 2004. En 2007, la serie fue adaptada a un OVA producido por el estudio Phoenix Entertainment y dirigido por Tama. Saigo no Door wo Shimero! también cuenta con una serie de cinco CD dramas.

## Argumento
Después de ser el padrino en la boda de su mejor amigo, el joven Atsushi Nagai se da cuenta de que nunca podrá estar con el hombre que ama. Sumergido en la tristeza y en el odio que siente por la nueva novia, Nagai conoce a Kenzō Honda, un invitado de la boda por parte de la novia. Honda se ocupó de consolar a Nagai cuando estaba ebrio y ahora Nagai cree estar enamorado de ambos hombres. Las cosas comienzan a complicarse cuando la novia de Saitō huye con otro hombre y este comienza a interesarse románticamente en Nagai.

## Personajes
Atsushi Nagai (永井 篤 Nagai Atsushi?)
Voz por: Ken'ichi Suzumura
Kenzō Honda (本田 賢三 Honda Kenzō?)
Voz por: Toshiyuki Morikawa, Ryōko Shiraishi (joven)
Toshihisa Saitō (斉藤 寿久 Saitō Toshihisa?)
Voz por: Kōichi Tōchika
Ryōko (涼子?)
Voz por: Fujiko Takimoto
Reimi (玲美?)
Voz por: Miwako Hatakeyama
Shōichi Honda (本田 正一 Honda Shōichi?)
Voz por: Ryōtarō Okiayu, Yūka Shioyama (joven)
Shunji Honda (本田 俊二 Honda Shunji?)
Voz por: Kazuhiko Inoue

## Media

### Manga
Escrito e ilustrado por Yugi Yamada, Saigo no Door wo Shimero! fue publicado por la editorial Biblos entre 2001 y 2004, finalizando con un total de dos volúmenes. La serie fue licenciada para su publicación en Estados Unidos por Digital Manga Publishing en 2006, mientras que en Alemania lo fue por Egmont Manga bajo el nombre de Close your last door.

### OVA
Una adaptación a OVA dirigida por Tama, escrita por Toshizō Okita y producida por el estudio de animación Phoenix Entertainment fue lanzada el 23 de marzo de 2007. El OVA adapta el argumento del primer capítulo del manga y cuenta con las voces de Ken'ichi Suzumura, Kazuhiko Inoue, Toshiyuki Morikawa, Kōichi Tōchika y Fujiko Takimoto en los roles principales.